# Episodi di Better Things (prima stagione)
La prima stagione della serie televisiva Better Things, composta da 10 episodi, è stata trasmessa negli Stati Uniti su FX dall'8 settembre al 10 novembre 2016.
In Italia la stagione è stata distribuita su Star (Disney+) dal 6 ottobre 2021.
| n° | Titolo originale                        | Titolo italiano        | Prima TV USA      | Prima TV Italia |
| -- | --------------------------------------- | ---------------------- | ----------------- | --------------- |
| 1  | Sam/Pilot                               | La vita di Sam         | 8 settembre 2016  | 6 ottobre 2021  |
| 2  | Period                                  | Il discorso            | 15 settembre 2016 | 6 ottobre 2021  |
| 3  | Brown                                   | Cena in famiglia       | 22 settembre 2016 | 6 ottobre 2021  |
| 4  | Woman Is the Something of the Something | Effetti collaterali    | 29 settembre 2016 | 6 ottobre 2021  |
| 5  | Future Fever                            | La Paura del Futuro    | 6 ottobre 2016    | 6 ottobre 2021  |
| 6  | Alarms                                  | L'allarme              | 13 ottobre 2016   | 6 ottobre 2021  |
| 7  | Duke's Chorus                           | Il coro di Duke        | 20 ottobre 2016   | 6 ottobre 2021  |
| 8  | Scary Fun                               | Spaventi divertenti    | 27 ottobre 2016   | 6 ottobre 2021  |
| 9  | Hair of the Dog                         | Il concerto            | 3 novembre 2016   | 6 ottobre 2021  |
| 10 | Only Women Bleed                        | Il bagno delle femmine | 10 novembre 2016  | 6 ottobre 2021  |